# Општина Колибаши (Ђурђу)
Колибаши (рум. Colibaşi) општина је у Румунији у округу Ђурђу.
Oпштина се налази на надморској висини од 48 m.